# Hermandad Aria de Texas
La  Hermandad Aria de Texas (ABT  por sus siglas en inglés) es un grupo supremacista blanco y pandilla que opera en las cárceles del estado de Texas. Según la Liga Antidifamación y el Southern Poverty Law Center, la Hermandad Aria de Texas es una de las pandillas de prisión más grandes y violentas, así como una de las organizaciones criminales más organizadas en los Estados Unidos, responsables para numerosos asesinatos y otros delitos violentos.

## Historia
A pesar de la semejanza en sus nombres, la Hermandad Aria de Texas no está relacionada con el grupo homónimo (AB por sus siglas en inglés), una notoria pandilla de prisión  y sindicato del crimen fundado en California en los  años 60, con ramas en prisiones federales y estatales, así como fuera de prisión. En 1981, un grupo de reclusos texanos pidieron permiso pedido para empezar su propia célula de la Hermandad aria en Texas. El AB negó su petición, pero los internos texanos la crearon de todas maneras. El ABT empezó a crearse durante los 80 esto por la desegregación de las prisiones texanas y tras el desmantelamiento del «Building Tender», o sistema Trusty, un sistema en el que los funcionarios penitenciarios utilizaban a otros reclusos para ayudar a mantener el orden en las prisiones.  Estos cambios importantes y más o menos simultáneos crearon una atmósfera de incertidumbre y una carencia de control, lo que provocó el terreno fértil para las pandillas de prisión. Estas pandillas pronto se convirtieron en los principales depredadores del sistema penitenciario de Texas.
Las diversas pandillas blancas, con nombres como la Sociedad Aria y los Hermanos Arios, en su mayoría adoptaron una ideología supremacista relativamente cruda. Desde principios hasta mediados de los años 80, la mayoría de los miembros de estas dos pandillas se unieron para convertirse en la Hermandad Aria de Texas, mientras que otros que quedaron fuera de la fusión más tarde ayudaron a formar la pandilla carcelaria rival Círculo Ario (AC). Desde sus inicios, la ABT emergió como una de las pandillas más violentas del Departamento de Justicia Criminal de Texas, cometiendo 13 asesinatos solo en 1984 a 1985.
En marzo de 1985, el prospecto Virgil Barfield llevó a cabo una orden de la Hermandad Aria de Texas para matar a Calvin Massey, quienes en ese momento estaban tratando de ingresar a la hermandad. Massey había "defendido la constitución» haciéndose un tatuaje incluso antes de unirse a la hermandad. Barfield apuñaló a Massey 42 veces. El violento ataque fue captado por la cámara. El videoclip ayudó a los fiscales a condenar a Barfield por el asesinato de Massey. Virgil Barfield fue condenado a cadena perpetua.
La primera guerra de la ABT fue con la pandilla negra Mandingo Warriors, quienes fueron atacados hasta el punto de casi exterminarlos dentro del sistema penitenciario. El Círculo Ario fue la siguiente gran guerra, que duró aproximadamente 8 años (1986-1994). El ABT dejaría de enfocarse en AC por períodos cortos de tiempo para lidiar con amenazas menores pero aún mortales, y esto le dio tiempo a AC para reagruparse. La ABT estaba en estado de guerra con múltiples pandillas que vieron la oportunidad de tratar de enfrentarlos mientras se debilitaban durante esos 8 años. Aun así, ninguno ha ganado la guerra contra ellos, aunque la Mafia mexicana y el Círculo Ario tuvieron "tratados de paz» de ellos a principios de la década de 1990. La Mafia Texana (TM) estuvo «estacionada» en todo el sistema, lo que significa que ya no se les permitía reclutar miembros, después de las guerras ABT-TM en 1995 a 1996. Luego, AC asesinó a un miembro de ABT en 1998 en la Unidad McConnell, prolongando la guerra hasta 2009. Luego, una vez más, la guerra llegaría a estas dos familias, comenzando en 2015 y aún continúa.
En 2001,  Mark Anthony Stroman recibió la pena de muerte por su matanza de personas oriundas de medio oriente. El clamo que estos asesinatos fueron en represalia por losataques del 11 de septiembre. Aun tres de sus víctimas eran descendientes del sur de Asia.
El 21 de septiembre del 2006, exmiembros del ABT asesinaron a una mujer llamada Breanna Taylor. Según las investigaciones, Taylor fue torturada, abusada sexualmente y asesinada por los exmiembros del ABT. Después de que  sea asesinada,  vertieron su cuerpo en ácido, yy luego puso su cuerpo en una tina, le echó cemento y lo arrojó a un río. Dale Jameton se declaró culpable y recibió cadena perpetua, y Jennifer McClellan fue sentenciada a 20 años en prisión. Dale «Tigre» Jameton está siendo aguardando en la Prisión Estelle en el condado de Walker.
En 2012, Terry Sillers, un ex-general del ABT familia, fue arrestado después de liderar a la policía en una salvaje persecución en motocicleta cerca de Fort Worth. A cambio de cooperar con las autoridades contra una pandilla que dice que lo traicionó, fue sentenciado a 10 años en una prisión federal.

## Estructura
La Hermandad Aria de Texas está dirigido por cinco generales, conocidos colectivamente como el «Comité Directivo» o «La Rueda». A cada general se le da control sobre una región de Texas, cada región tiene varias prisiones dentro del Departamento de Justicia Criminal de Texas, así como todos los condados que componen la región. Cada General tiene 2 mayores, un «mayor interior» y un «mayor exterior». El mayor interior (quien está en prisión y, por tanto, sabe y conoce las complejidades de las relaciones entre las pandillas de sus unidades, lo que lo hace más apto para tomar decisiones para esas unidades en su conjunto) supervisa el negocio familiar en las unidades de su región. El mayor exterior hace lo mismo en las ciudades de su región. Ambos mayores informan al General, quien utiliza la información para mantener controlada su región. Cada unidad de prisión con miembros está asignada una Capitana de unidad, quien en vuelta asigna un Lugarteniente. El Lugarteniente es el rango permanente más bajo dentro del ABT, aun así en unidades más grandes y en ciudades más grandes, el Lugarteniente puede nombrar sargentos para asistirle en asuntos más cotidianos.
A mediados de la década de 1990, en un esfuerzo por liberar a los miembros de la ABT de la segregación administrativa, la pandilla cambió su nombre a "Texas Aryan Brotherhood - Church of Aryan Christian Heritage» (TAB-COACH). La creencia es que, al hacerlo, podría reinventarse como una organización religiosa y recibir un estado de exención de impuestos por parte del Gobierno Federal. Este intento fue orquestado por Riley Ray Fultz y Bobby Adams, quienes también se nombraron presidente y vicepresidente de la organización.

## Afiliación
La Hermandad Aria de Texas tiene alrededor de 3500 miembros, concentrada principalmente en Texas, pero también en las prisiones de los estados vecinos, en particular Nuevo México. Según la Agencia de Alcohol, Tabaco, Armas de Fuego y Explosivos (ATF), hay 2600 miembros en las prisiones de Texas y otros 180 en las prisiones federales, a partir de 2012.
El Prospecto, o posible miembro, es alguien bajo la protección de la ABT, responsable de seguir cualquiera/todas las órdenes directas dadas por un miembro activo, que está siendo considerado para ser miembro de la organización. Si bien técnicamente no tienen voz en la organización, los extraños los tratan con el mismo respeto que a los miembros activos.  Por lo general, cada vez que hay «trabajo sucio» que hacer, como un asalto o un asesinato, la mayoría de las veces se utilizan a los novatos. Cuando la perspectiva se utiliza de esa manera, a menudo se la denomina «ganarse los huesos».